# Air-Sol Moyenne Portée

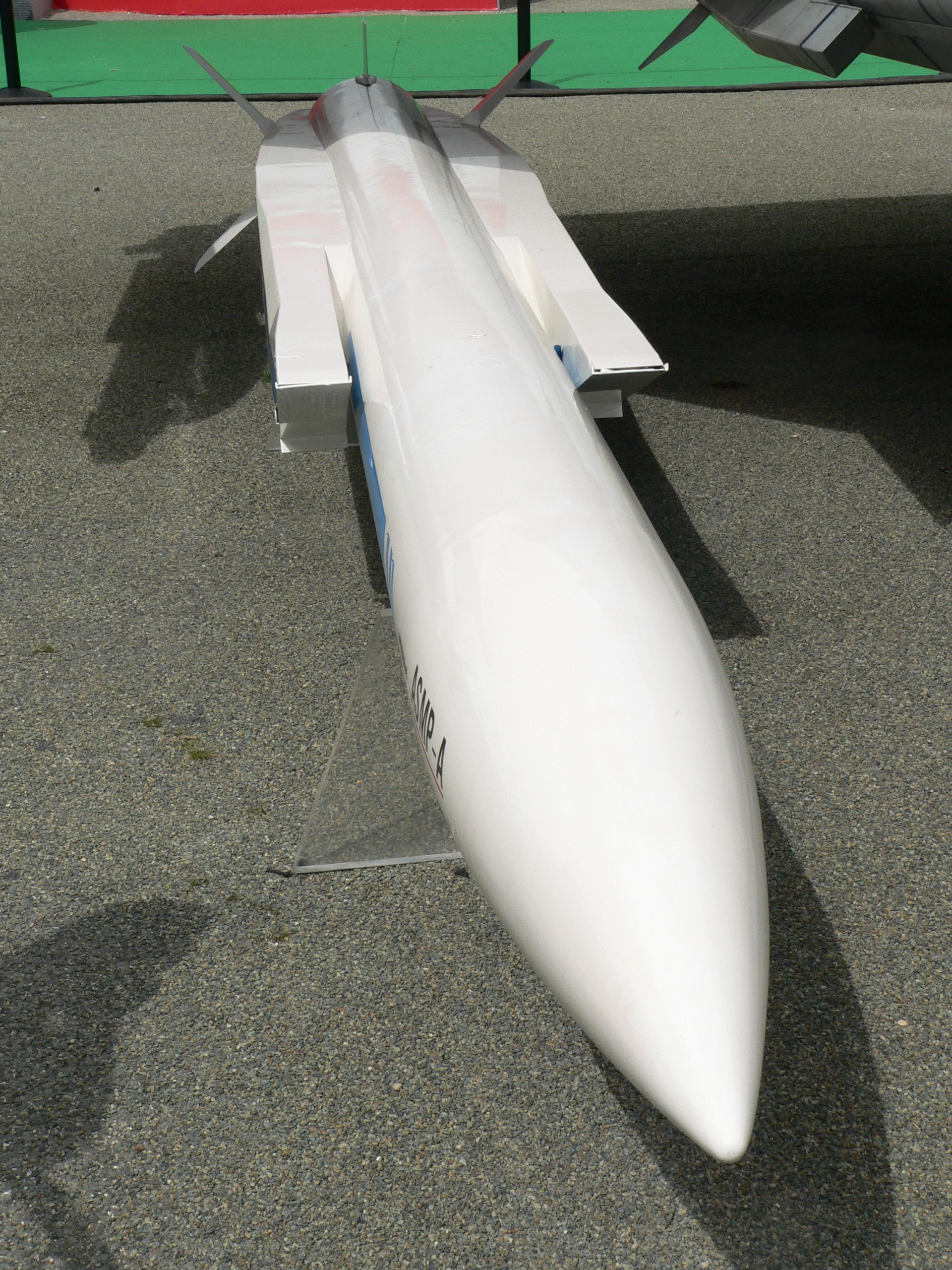
O rachetă Air-Sol Moyenne Portée-Amélioré

Air-Sol Moyenne Portée (ASMP; aer-sol rază medie de acțiune) este o rachetă aer-sol franceză cu cap de luptă nuclear. Face parte din Force de frappe, îndeplinind rolul de ultimă salvă de avertisment înainte de utilizarea armelor nucleare strategice la scară largă.